# Molly (1995)
Molly ist eine deutsch-französisch-britisch-polnische Koproduktion aus dem Jahre 1995. Es handelt sich um eine Literaturverfilmung des gleichnamigen Jugendromans von Carol Drinkwater. Der Film wurde als dreiteiliger Fernsehfilm ausgestrahlt.

## Handlung
Der Film handelt von der dreizehnjährigen Molly aus London, die ein Stipendium für ein Elite-College in Paris erhält. Als sie in das College eintritt, erfährt sie jedoch, dass die Ehe ihrer Eltern zerrüttet ist und diese sich trennen wollen. Da ihr der Trennungsstress zusetzt, ändert sich ihr Verhalten und sie wird vom College verwiesen. Mit ihrem Vater unternimmt Molly eine Reise nach Polen, die ihr guttut und bei der sie neue Freunde kennenlernt.
Als Molly aus Polen zurückkommt, besucht sie ihre Mutter in Südfrankreich. Dort wandelt sie auf der Insel Sainte-Marguerite auf den Spuren des Mannes mit der eisernen Maske  und besucht die Vorstellung eines Wanderzirkus. Nachdem der Sohn von Albert, eines Freundes ihrer Mutter, bei einem Unwetter von einem Segelausflug nicht mehr zurückkehrt, beginnt eine großangelegte Suchaktion, bei der dieser schließlich lebend geborgen wird.
Bei einer großen Familienfeier kommt es zu einem Gespräch zwischen Molly und ihrer Mutter, in dem die Mutter meint, Molly müsse mit ihren Eltern noch Geduld haben und dürfe sich in ihrem jungen Alter noch keine allzu großen Sorgen um ihre Zukunft machen.

## Kritik
„Ein mädchenbezogener Entwicklungsroman mit viel Sentiment, an dessen Ende Herzensbildung, Verständnis für die Belange anderer und die Ausformung der eigenen Persönlichkeit stehen.“